# Neobisium gomezi
Neobisium gomezi är en spindeldjursart som beskrevs av Jacqueline Heurtault 1979. Neobisium gomezi ingår i släktet Neobisium och familjen helplåtklokrypare. Inga underarter finns listade i Catalogue of Life.